# Mai Mercado
Pour les articles homonymes, voir Mercado.
Mai Mercado, née le 20 août 1980 à Tønder (Danemark), est une femme politique danoise membre du Parti populaire conservateur (KF).

## Biographie
Elle est diplômée de l'université du Danemark du Sud en 2008. Elle travaille ensuite comme consultante pour Energinet.dk.
Engagée au sein du Parti populaire conservateur, elle est élue conseillère municipale d'Odense lors des élections municipales de 2005. Elle siège de 2006 à 2011, et est la deuxième adjointe au maire à partir de 2009.
Elle est élue députée au Folketing lors des élections législatives de 2011. Elle est réélue pour un second mandat lors des élections de 2015.
De 2013 à 2016, elle siège au conseil municipal de Frederiksberg.
Le 28 novembre 2016, quand le Parti populaire conservateur entre au gouvernement Lars Løkke Rasmussen III, elle est nommée ministre de l'Enfance et des Affaires sociales.
En juillet 2018, elle fait passer une loi afin de lutter contre les mariages blancs, certains réseaux mafieux ayant profité de la législation plus souple (notamment sur l'île d'Ærø), afin de permettre illégalement à des étrangers hors-UE de devenir citoyens européens,.
Elle remporte un troisième mandat de députée lors des élections de 2019 qui marquent le retour du Parti populaire conservateur dans l'opposition. Elle devient alors présidente du groupe parlementaire de son parti, poste qu'elle occupe jusqu'à l'annonce de son départ en février 2024. En août 2025, elle annonce être atteinte d'un cancer du sein et se met alors en congé de son mandat parlementaire pour se consacrer à son opération et à ses traitements à venir.